# Raúl Alcalá
Pour les articles homonymes, voir Alcalá.
Raúl Alcalá Gallegos est un ancien coureur cycliste mexicain, né le 3 mars 1964 à Monterrey.

## Biographie
Son surmon dans les pelotons était El Duende (le « Lutin ») ou La Leyenda (la « Légende »).
Il devient professionnel en 1985 et le reste jusqu'en 1994. Il y remporte 36 victoires. Il fait un bref retour à la compétition en 2008, à 44 ans, sur le territoire sud-américain. Il devient champion du Mexique du contre-la-montre à l'âge de 46 ans en 2010.
En 2018, il se lance en politique. Il est tête de liste des Verts aux élections municipales de San Pedro, un arrondissement de Monterrey.

## Palmarès
- 1985
  - 3e de la Redlands Bicycle Classic

- 1986
  - Prologue de la Redlands Bicycle Classic
  - 2e étape de la Rocks Mountain Classic (contre-la-montre)
  - 6e étape de la Coors Classic
  - 4e étape de la Vuelta de Baja California
  - 2e de la Redlands Bicycle Classic
  - 3e de la Vuelta de Baja California
  - 9e de la Coors Classic

- 1987
  - 1re étape du Tour du Trentin
  -  Classement du meilleur jeune du Tour de France
  - Coors Classic :
    - Classement général
    - Prologue, 1re et 13e étapes

  - 2e du Championnat de Zurich
  - 9e du Tour de France

- 1989
  - Tour du Mexique :
    - Classement général
    - 10e, 11e, 14e et 15e étapes

  - 1re et 2e étapes du Tour de Monterey
  - 3e étape du Tour de France
  - 2eb étape du Tour de Catalogne (contre-la-montre par équipes)
  - 2e du GP Deutsche Weinstrasse
  - 4e du Tour de Lombardie
  - 5e du Grand Prix de Zurich
  - 8e du Tour de France
  - 9e de la Coupe du monde

- 1990
  - Tour de Trump :
    - Classement général
    - Prologue et 8e étape (contre-la-montre)

  - Tour des Asturies :
    - Classement général
    - 1rea étape (contre-la-montre)

  - 7e étape du Tour de France (contre-la-montre)
  - Tour du Mexique :
    - Classement général
    - 7e et 14e étapes

  - 3e de la Semaine catalane
  - 8e de la Flèche wallonne
  - 8e du Tour de France

- 1991
  - 5ea étape du Tour du Pays basque
  - 3e de Tirreno-Adriatico
  - 6e de Liège-Bastogne-Liège
  - 7e du Tour d’Espagne

- 1992
  - 3e étape de la Semaine catalane
  - Classique de Saint-Sébastien
  - 2e de Tirreno-Adriatico
  - 2e du Tour du Pays basque
  - 2e du Tour de Burgos
  - 2e du Tour d'Irlande
  - 4e du Tour de Lombardie
  - 4e de la Coupe du monde
  - 6e de la Wincanton Classic
  - 8e du Tour d’Espagne

- 1993
  - Tour DuPont :
    - Classement général
    - 11e étape

  - Prologue et 3e étape du Critérium du Dauphiné libéré
  - 5e étape du Tour de Burgos
  - 2e du Tour de Burgos
  - 8e du Critérium du Dauphiné libéré

- 1994
  - Tour du Mexique
    - Classement général
    - 4e (contre-la-montre par équipes) et 9e étapes

  - Prologue du Tour DuPont
  - 3e de la Klasika Primavera

- 2010
  -  Champion du Mexique du contre-la-montre

## Résultats sur les grands tours

### Tour de France
9 participations
- 1986 : 114e
- 1987 : 9e,  vainqueur du classement du meilleur jeune
- 1988 : 20e
- 1989 : 8e, vainqueur de la 3e étape
- 1990 : 8e, vainqueur de la 7e étape (contre-la-montre)
- 1991 : non-partant (11e étape)
- 1992 : 21e
- 1993 : 27e
- 1994 : 70e

### Tour d'Italie
2 participations
- 1988 : 14e
- 1994 : abandon (21e étape)

### Tour d'Espagne
2 participations
- 1991 : 7e
- 1992 : 8e